# BMW R7 Prototype
De BMW R 7 is een prototype van een motorfiets van het merk BMW.
Het prototype R 7 werd ontworpen door ingenieur Alfred Böning en gebouwd in 1934. Het is niet alleen een heel bijzondere motorfiets, hij heeft ook een heel bijzondere geschiedenis.

## Bijzondere motorfiets
In publicaties na de Tweede Wereldoorlog noemde ook BMW zelf het prototype R 17 of zelfs R 5. Maar de R 7 was veel te afwijkend om voor een van deze twee model te hebben gestaan. Bovendien kwam de R 17 al in hetzelfde jaar op de markt. Als men de R 7 ziet lijkt het op een studiemodel, een motorfiets die onderhuids van “normale” techniek is voorzien, omdat het alleen om het uiterlijk gaat. Dat wordt dan tentoongesteld op beurzen en aan de hand van de reacties van publiek en pers wordt bekeken welke stijlelementen wel en welke niet aanslaan. Maar de R 7 zat juist boordevol nieuwe techniek.

### Rijwielgedeelte
Het frame, dat bij de normale productiemodellen een geklonken plaatframe was, was bij de R 7 een geperst stalen brugframe. Verder was de hele motor ingepakt in plaatwerk en werd voor het eerst een telescoopvork toegepast. De brandstoftank was grotendeels verzonken tussen het plaatwerk, dat aan de zijkanten opengeklapt kon worden om de elektrische delen te bereiken. Voor de bestuurder was er een groot, luxe zweefzadel aangebracht, en aluminium treeplanken. De snelheidsmeter zat niet op het stuur, maar in de koplamp. Het was een draaiende schijf zoals die nog lange tijd in luxe auto’s zou worden toegepast. In de verchroomde afdekkap boven de tank zat een oliedrukmeter en hier was ook het H-patroon van de handschakeling uitgefreesd.

### Styling
Het hele plaatwerk zorgde samen met de gladde kleppendeksels voor een strak, verzorgd uiterlijk, waarbij nauwelijks iets van de techniek te zien was. De prachtig gevormde spatborden pasten in de art-deco-stijl die in die periode in zwang was. Dat gold ook voor de vissenstaart uitlaat, die van mooie rondingen en lijnen was voorzien. Door het ontbreken van een buisframe (de motor hing in het brugframe) werd het strakke uiterlijk nog versterkt. Ook dit was een constructieprincipe dat uiterst zeldzaam was en door BMW nog nooit was toegepast. Het achterspatbord kon met vleugelmoeren worden losgedraaid en vervolgens worden opgeklapt om het achterwiel makkelijker te kunnen verwijderen. Toch had de motorfiets nog wel wat kenmerken van de snelle recordmachines, zoals de WR 750, die door Ernst Henne waren bereden. Anderzijds kwamen enkele stylingkenmerken van de R 7 terug in de R 17 en later de R 5.

### Motor
Zoals gezegd heeft een studiemodel onderhuids vaak bestaande techniek, zoals de motor en de versnellingsbak. Maar de R 7 was ook op dat gebied helemaal nieuw en was dus waarschijnlijk bedoeld als prototype voor een zeer exclusieve, dure motorfiets. De motor was speciaal ontwikkeld door Leonhard Ischinger, met zeer vooruitstrevende techniek. Het was een 800 cc langsgeplaatste boxermotor met kopkleppen. De krukas was uit één stuk gesmeed, er werden open big end lagers toegepast. De cilinders en cilinderkoppen waren uit één stuk gegoten, waardoor de koppakking kon vervallen. Koppakkingen konden in die periode nog makkelijk lekken of zelfs scheuren, vaak door de verschillende uitzettingscoëfficiënten van gietijzeren cilinders en aluminium cilinderkoppen. De nokkenas lag onder de krukas, waardoor de stoterstangen onder de cilinder door liepen. Dat zorgde voor een betere positionering van de kleppen en de bougie, maar ook voor meer grondspeling, omdat de cilinders hoger kwamen te liggen. Uiteindelijk zou dit pas vanaf 1969 op productiemodellen (/5-serie) worden toegepast.

## Geschiedenis
De R 7 kwam nooit in productie en werd zelfs nooit tentoongesteld op beurzen. De directie van BMW was gewisseld, de Tweede Wereldoorlog onderweg en BMW besloot wat minder extreme sportieve modellen uit te brengen. De R 12 en R 17 uit 1934 kregen de telescoopvork mee. Het R 7 prototype heeft wel gereden, hetgeen blijkt uit een testverslag van een journalist die een proefrit maakte op een R 5. Hij zag de R 7 rijden en meldde dat in zijn verslag. Verder is er erg weinig gepubliceerd over deze bijzondere motorfiets. Hij verdween in een kist, nadat er zelfs nog wat onderdelen vanaf waren gesloopt. Hij bleef daar tot hij in juni 2005 werd gevonden. De machine had de zeventig jaar in de kist niet goed doorstaan. Roest en het zuur uit de gescheurde accu hadden hun verwoestende werk gedaan. BMW Classic, een bedrijfsonderdeel dat zich bezighoudt met de geschiedenis van het merk, het BMW Museum en de contacten met oldtimerclubs, besloot toch de machine te restaureren. Tijdens de restauratie ging men ook gericht zoeken naar de originele documentatie, zoals bouwtekeningen en dergelijke, en men vond die ook, wat de restauratie aanmerkelijk vereenvoudigde. Toch moesten veel onderdelen helemaal nieuw worden gemaakt, omdat er nauwelijks bestaande spullen waren gebruikt. Dat maakte de restauratie erg duur, maar met de steun van het moederbedrijf was dat geen probleem. Inmiddels is de machine rijklaar. De bedoeling is dan ook dat het geen statisch museumstuk wordt, maar dat de motorfiets rijdend te zien zal zijn bij oldtimermeetings en andere klassieker-evenementen.

## Technische gegevens
| Periode         | 1934                                   | 1934                                   | 1934                                   |
| Categorie       | prototype                              | prototype                              | prototype                              |
| Motortype       | kopklepmotor                           | kopklepmotor                           | kopklepmotor                           |
| Bouwwijze       | langsgeplaatste tweecilinderboxermotor | langsgeplaatste tweecilinderboxermotor | langsgeplaatste tweecilinderboxermotor |
| Cilinderinhoud  | ca. 800 cc                             | ca. 800 cc                             | ca. 800 cc                             |
| Aandrijving     | as                                     | as                                     | as                                     |
| Rijwielgedeelte | brugframe                              | brugframe                              | brugframe                              |